# Regte Heide & Riels Laag
Regte Heide & Riels Laag is een Nederlands Natura 2000-gebied met twee aansluitende deelgebieden  in de provincie Noord-Brabant.
De Regte Heide en Riels Laag liggen tussen de beken Lei in het westen en Poppelsche Leij in het oosten, zuid-west van Goirle in de gemeente Goirle.